# Fred M. Vinson

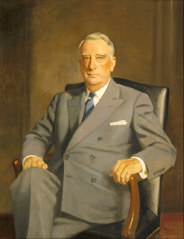
Porträt von Fred M. Vinson im Finanzministerium

Frederick (Fred) Moore Vinson (* 22. Januar 1890 in Lawrence County, Kentucky; † 8. September 1953 in Washington, D.C.) war ein US-amerikanischer demokratischer Politiker, Jurist, Finanzminister sowie der 13. Chief Justice of the United States.

## Studium und berufliche Laufbahn
Der Sohn eines Gefängnisaufsehers des Lawrence County Jail absolvierte nach dem Schulbesuch ein Studium der Rechtswissenschaften am Centre College in Danville. Nach dem Studium war er als Rechtsanwalt in der Kleinstadt Louisa tätig und wurde bald darauf zum Staatsanwalt der Stadt gewählt.
Während des Ersten Weltkrieges diente er als Soldat in der United States Army. Nach dem Krieg wurde er zum Bezirksanwalt des 32. Justizbezirks von Kentucky gewählt.

## Politische Laufbahn

### Abgeordneter des Repräsentantenhauses
Vinson begann seine politische Laufbahn 1924 mit der Wahl zum Abgeordneten des Repräsentantenhauses. Dort vertrat er bis 1929 als Nachfolger von William J. Fields, der zum Gouverneur gewählt wurde, die Interessen der Demokratischen Partei. Von 1931 bis 1938 war er erneut Abgeordneter des Repräsentantenhauses, wo er zunächst erneut den 9. Kongressbezirk und ab 1935 den 8. Kongressbezirk von Kentucky vertrat.
Während dieser Zeit schloss er eine zeitlebens dauernde Freundschaft mit dem späteren Präsidenten Harry S. Truman, der zu dieser Zeit Senator von Missouri war.

### Richter am United States Court of Appeals
Am 26. November 1937 beendete er seine Tätigkeit als Abgeordneter, nachdem US-Präsident Franklin D. Roosevelt ihn zum Richter am United States Court of Appeals des District of Columbia ernannt hatte. Dieses Amt übte er bis zu seinem Rücktritt am 27. Mai 1943 aus. Zugleich wurde er am 2. März 1942 vom Obersten Bundesrichter Harlan Fiske Stone zum Obersten Richter des Bundesberufungsgerichts in Eilsachen (Emergency Court of Appeals) berufen.

### Aufstieg zum Finanzminister
Nach seinem Rücktritt als Richter wurde er Direktor des Amtes für Wirtschaftsstabilisierung, einer Verwaltungsbehörde, die sich mit der Bekämpfung der Inflation beschäftigte. Des Weiteren war er für kurze Zeit vom 6. März bis zum 3. April 1945 Leiter der Bundeskreditverwaltung (Federal Loan Administrator) sowie vom 4. April bis zum 22. Juli 1945 Direktor des Amtes für Kriegsmobilisierung und Umwandlung (Office of War Mobilization and Reconversion).

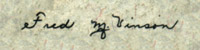
Unterschrift von F.M. Vinson auf US-$-Banknoten

Nachdem sein kürzlich zum Vizepräsidenten gewählter Freund Harry S. Truman aufgrund des Todes von Franklin D. Roosevelt zum Präsidenten aufgestiegen war, ernannte dieser Vinson in seinem neuen Kabinett am 23. Juli 1945 zum Finanzminister; er war Nachfolger von Henry Morgenthau.
In dieser Funktion versuchte er die Wirtschaft nach dem Zweiten Weltkrieg zu stabilisieren und die Finanzposition der USA den Gegebenheiten der Nachkriegszeit anzupassen. Vor dem Kriegsende leitete er noch die letzten großen Ausgaben von Kriegsanleihen ein. Nach dem Kriegsende verhandelte er dann die Rückzahlung des Kredits von 1940 an das Vereinigte Königreich, der der größte Kredit der USA an ein anderes Land war, sowie auch die Leih- und Pachtbedingen für die wirtschaftlichen und militärischen Hilfen, die den Alliierten während des Krieges gab. Zur Ermutigung privater Investitionen führte er durch das Steuergesetz von 1945 Steuersenkungen ein. Des Weiteren überwachte er als Vorsitzender der jeweiligen Vorstände die Einführung der Internationalen Bank für Wiederaufbau und Entwicklung (IBRD) sowie des Internationalen Währungsfonds (IWF), die beide 1944 auf der Konferenz von Bretton Woods beschlossen worden waren.
Am 23. Juni 1946 trat er von seinem Amt als Finanzminister zurück. Nachfolger wurde John W. Snyder.

### Präsident des Obersten Bundesgerichts, wichtigste Entscheidungen und Ablehnung anderer Regierungsämter

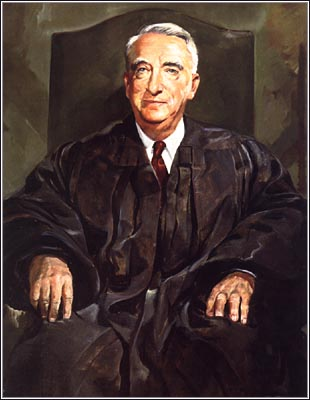
F.M. Vinson als Chief Justice

Bereits am 20. Juni 1946 wurde er auf Vorschlag seines alten Freundes Truman durch den Senat als Nachfolger des verstorbenen Harlan Fiske Stone zum Präsidenten des Obersten Gerichtshofs (Chief Justice of the United States) gewählt.
Zu diesem Zeitpunkt war der Oberste Gerichtshof sowohl intellektuell als auch personell tief gespalten. Vinson oblag es zunächst den „konservativen“ Flügel um Hugo Black und den „liberalen“ Flügel um Felix Frankfurter anzunähern. Während seiner Amtszeit war er Verfasser von 77 Entscheidungen sowie von dreizehn Mindermeinungen des Obersten Gerichtshofs.
Die wichtigsten Themen, mit denen sich der Oberste Gerichtshof zu dieser Zeit befasste, waren neben Fragen der Rassentrennung und Gewerkschaften, auch die Frage der Behandlung des Kommunismus, die insbesondere durch die Kampagne des damaligen Senators Joseph McCarthy das politische Leben der USA bestimmte. Zeitweise wurde auch ein Ämtertausch mit Außenminister Dean Acheson diskutiert, dem ein zu weicher Umgang mit dem Kommunismus vorgeworfen wurde. Zu einem Tausch der Ämter kam es jedoch nicht, da Präsident Truman an seinem Außenminister festhielt.
Er erhielt 1947 die Medal for Merit, damals die höchste zivile Auszeichnung der USA.
Nachdem Präsident Truman sich gegen eine erneute Kandidatur bei der Präsidentschaftswahl 1952 für eine dritte Amtszeit entschieden hatte, war Vinson dessen erste Wahl als Nachfolger. Als sowohl er als auch Dwight D. Eisenhower eine Kandidatur für die Demokratische Partei ablehnten, wurde der Gouverneur von Illinois, Adlai E. Stevenson, zum demokratischen Präsidentschaftsbewerber nominiert.
Sein letzter öffentlicher Auftritt als Chief Justice war bei Verlesung der Entscheidung des Supreme Court, dass die Berufung gegen das Todesurteil gegen Ethel und Julius Rosenberg trotz internationaler Proteste nicht zugelassen würde.
Die wichtigste Entscheidung zur Rassentrennung, das Grundsatzurteil Brown v. Board of Education vom 17. Mai 1954, konnte er nicht mehr miterleben. Letztlich ist es jedoch seiner Anordnung einer zweiten Lesung zu verdanken, dass es nicht zu einer knappen 4:5 Stimmen-Entscheidung, sondern zu einem einstimmigen Beschluss kam, dass die Rassentrennung an Schulen gegen den Gleichheitsgrundsatz der Verfassung der Vereinigten Staaten verstieß.
In seiner Funktion als Chief Justice nahm er nicht nur Harry Truman, sondern auch Dwight D. Eisenhower nach deren Wahl zum Präsidenten den Amtseid ab.
Nach seinem Tod wurde Earl Warren sein Nachfolger als Präsident des Obersten Gerichtshofs. Da Vinson während der Amtszeit des Republikaners Eisenhower verstarb und seine Nachfolger alle in der Amtszeit eines Republikaners zurücktraten bzw. William H. Rehnquist in solch einer Amtszeit verstarb, war Vinson bis heute der letzte Chief Justice, der von einem demokratischen Präsidenten ernannt wurde.